# Hermann Ambrosius

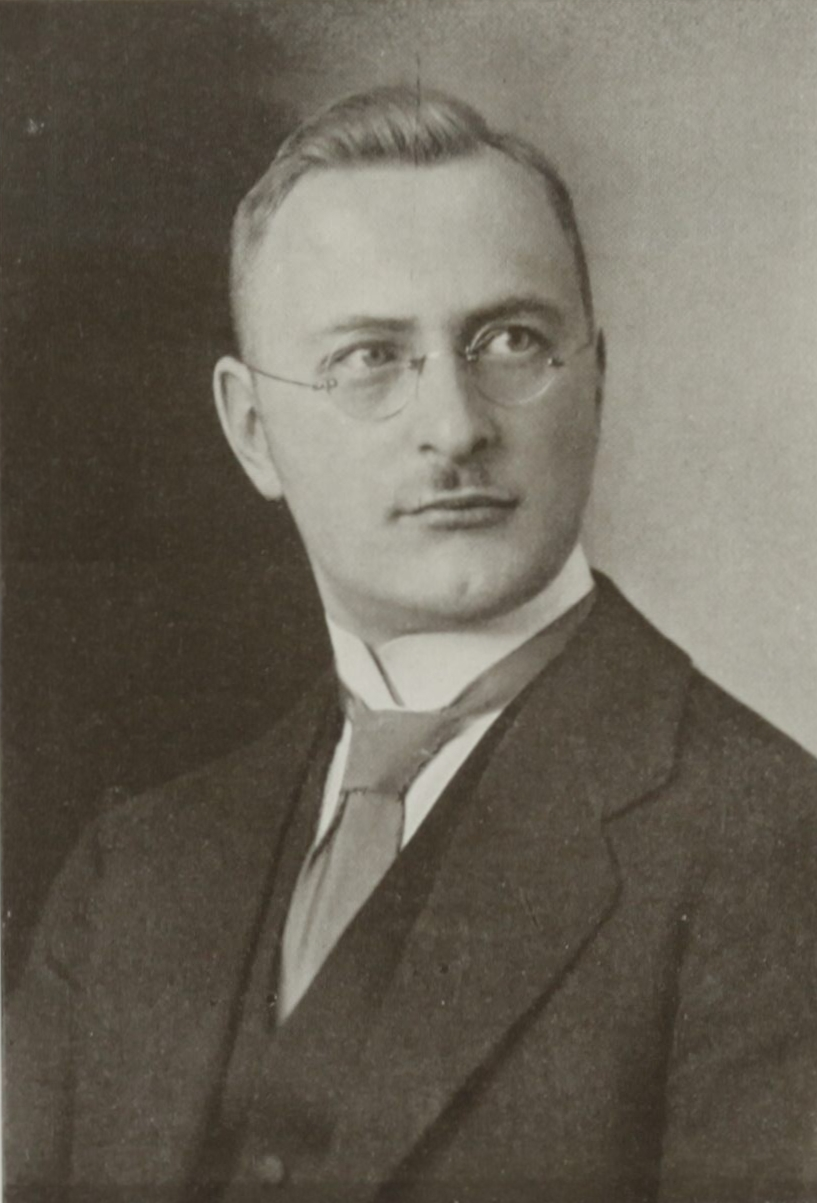
Hermann Ambrosius (vor 1926)

Hermann Ambrosius (* 25. Juli 1897 in Hamburg; † 25. Oktober 1983 in Engen) war ein deutscher Komponist und Musikpädagoge.

## Leben
Hermann Ambrosius kam über Magdeburg, Berlin und Chemnitz nach Leipzig, wo er seine musikalische Ausbildung erhielt. Er war Meisterschüler bei Hans Pfitzner an der Akademie der Künste (Berlin). Von 1925 bis 1942 war Ambrosius als Tonmeister bei der Mitteldeutschen Rundfunk AG (MIRAG) (Vorgänger des MDR) und seit 1926 als Lehrer am Landeskonservatorium der Musik zu Leipzig tätig.
Nach der Machtergreifung der Nationalsozialisten trat Ambrosius zum 1. Mai 1933 der NSDAP bei (Mitgliedsnummer 2.994.125).  Seit 1936 war er auch als Gauobmann Mitte der Reichsmusikkammer tätig. Von 1943 bis 1945 war er Lehrer an der Städtischen Musikschule für Jugend und Volk in Leipzig. Nachdem er erstmals 1939 zur Wehrmacht einberufen worden war, wurde er 1940 vom Kriegsdienst freigestellt, musste aber 1944 bis zum Ende des Zweiten Weltkriegs erneut Kriegsdienst leisten. In der Zeit des Nationalsozialismus schrieb er neben sinfonischer und konzertanter Musik und den Deutschen Landschaftsbildern (1939) auch verschiedene systemkonforme Kantaten und Lieder für Männerchor.
Ab 1945 arbeitete Ambrosius als Privatmusiklehrer, Chorleiter und freischaffender Künstler. Nach seinem Tod ehrte die Stadt Engen den Komponisten und benannte eine Straße nach ihm.
Ambrosius hinterließ einen umfangreichen kompositorischen Nachlass von über 500 Werken. Besonders seine Kompositionen für Zupfmusik sind von Bedeutung. Sie standen bei Solisten und Kammermusikensembles bereits seit den 1930er-Jahren im Blickpunkt der Zupforchester und erfreuten sich seitdem immer größer werdender Beliebtheit. Der Bund deutscher Zupfmusiker förderte ausdrücklich sein Schaffen für diesen Bereich und machte ihn zum Ehrenmitglied.

## Werke (Auswahl)
- Symphonien Nr. 1–12
- 3 Klavierkonzerte
- Duo für Flöte und Akkordeon
- Eggersberger Trio für 3 Gitarren
- Danza ritmica, 1957
- Deutsche Minnelieder und Duette mit Orchester, 1952
- Feierabendstunden, vier kleine Stücke, 1939
- Feiermusik für Streichquartett
- Drei Fugen für Blas-Quintett
- Jesu Leiden und Tod, 1927
- Balders Tod auf Texte der Edda, op. 61[3]
- Kantate für Soli, Chor und Orchester, 1953
- Kleines Konzert im alten Stil für zwei Gitarren, herausgegeben von Bruno Henze 1953
- Konzert d-Moll für Sopran-, Alt-, Bassblockflöte und Zupforchester, herausgegeben von Bruno Henze 1951
- Konzert für Gitarre und Orchester, 1953
- Konzert für Violoncello und Orchester
- Konzertante Suite IV (a-Moll) für Gitarre (1952), herausgegeben von Bruno Henze 1952
- Mandolinen-Suite G-Dur für 3 Mandolinen und Gitarre
- Passacaglia und Fuge (e-Moll) für Gitarre (1952), herausgegeben von Bruno Henze 1952
- Polifonia vivida, 1957
- Präludium und Molto vivace für Gitarre, herausgegeben von Bruno Henze 1963
- Sonate für Posaune und Klavier
- Sonate F-Dur für Horn und Klavier
- Sonatine G-Dur für Violine und Gitarre, herausgegeben von Bruno Henze 1964
- Suite I (A-Dur) für Gitarre (1937), herausgegeben von Bruno Henze 1952, eingespielt 1952 von Luise Walker auf der LP „Guitar-Recital“ (Philips N 00640 R)
- Suite II (A-Dur) für Gitarre (1949), herausgegeben von Bruno Henze 1952
- Suite III (g-Moll) für Gitarre (1951), herausgegeben von Bruno Henze 1952
- Suite h-Moll für Flöte, Oboe, Klarinette, Horn und Fagott op. 57, erschienen 1995
- Suite G-Dur für drei Gitarren, herausgegeben von Bruno Henze 1954
- Suite G-Dur für Sopran, Bariton und Volksinstrumentenorchester, herausgegeben von Bruno Henze 1951
- Vater unser für gemischten Chor, 1947

## Hörspielmusik (Auswahl)
- Der Schicksalsweg der Grete Minde von Peter Huchel, Regie: Hans-Peter Schmiedel, Reichssender Leipzig, 22. Juni 1939

## Diskografie
- Duo Imbesi Zangarà, Hermann Ambrosius, Complete music for two guitars and concerto, players Carmelo Imbesi and Carmen Zangarà, Stradivarius / Naxos, 2024[6]